# Francisco Hoffmann Lachnit

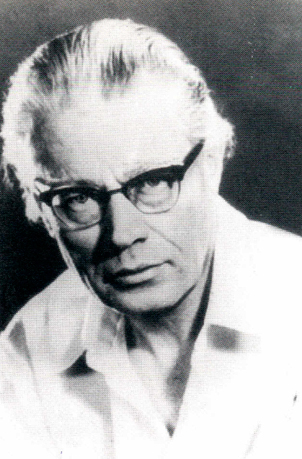
Francisco Hoffmann Lachnit

Francisco Hoffmann Lachnit, auch Franz Hoffmann (* 2. August 1902 in Viña del Mar (Valparaíso); † 12. Februar 1981 in Santiago de Chile), war ein chilenischer Arzt, medizinischer Physiologe, Hochschullehrer und Gründer des Instituts für Physiologie an der Universität von Chile (Instituto de Fisiología de la Universidad de Chile) im Jahr 1937. Hoffmann wird für seinen Beitrag zur Professionalisierung der Wissenschaft in Chile gewürdigt.

## Biografie
Hoffmann war ein Sohn von Rodolfo Hoffmann, dem Miteigner des „Hoffmann y Walker-Consortio“ und von Elisabeth Lachnit, die von Beruf Krankenschwester war und aus Schlesien stammte. Hoffmann hatte einen Bruder Otto Hoffmann Lachnit, der ebenfalls Medizin studierte. Hoffmann schloss sein Medizinstudium an der Universidad de Chile (Facultad de Medicina de la Universidad de Chile) als Arzt ab und setzte sein weiteres Studien als Stipendiat im Jahre 1928 in Berlin fort, wo er bis zum Jahre 1932 am Institut für Pharmakologie der Universität Berlin tätig wurde. Hier entstand seine erste Publikation zusammen mit Ernst Holzlöhner, welche im „Archiv für Physiologie“ im Jahre 1930 abgedruckt wurde. Seine Forschungsinteressen lagen im Studium der Muskelkontraktionen. Zwischenzeitlich folgte ein Aufenthalt an der University of London bei Archibald Vivian Hill.
In Berlin lernte er im Laboratorium des „Physiologischen Instituts der Universität Berlin“, das unter der Leitung von Wilhelm Trendelenburg stand, seine spätere Frau Elena Jacoby,
die spätere Lola Hoffmann, kennen, die ebenfalls dort wissenschaftlich arbeitete. Elena Jacoby forschte während ihres Aufenthaltes bei Paul Trendelenburg in Berlin. Nach ihrer Heirat im Jahre 1931 zogen sie gemeinsam nach Chile. Hoffmann wurde im Jahre 1932 zum Professor für Physiologie an der Fakultät für Zahnmedizin der Universität Chile ernannt und ersetzte Teodoro Muhm (1869–1939) auf dessen Lehrstuhl. Zwei Jahre später übernahm er auch die Leitung dieses Faches an der Medizinischen Fakultät.
Hoffmann betrachtete die Forschung aufgrund ihrer Bedeutung für den Lehrprozess als die „Seele der Universität und als unverzichtbare Aktivität für die nationale Entwicklung“. Unter dieser Prämisse versuchte er, die notwendigen Voraussetzungen zu schaffen, damit eine professionelle Gruppe von Wissenschaftlern entstehen konnte, die sich ausschließlich der Forschung und Lehre widmete.
1936 gelang es ihm, den chilenischen Nationalkongress davon zu überzeugen, Sondermittel für den Bau des 1937 eingeweihten Instituto de Fisiología de la Universidad de Chile (Instituts für Physiologie der Universität Chile) bereitzustellen. Dieser staatliche Zuschuss ermöglichte es ihm, ein Laboratorium einzurichten, das sich der experimentellen Forschung in der kardiovaskulären und endokrinen Physiologie widmete, mit dem Ziel, die gleichen Standards zu erreichen, die er aus Europa kannte.
Im Jahre 1959 gründete Hoffmann mit Unterstützung von Rektor Juan Gómez Millas, der ebenfalls eine humanistische Vision der Wissenschaft hatte, das Centro de Estudios de Antropología Médica (CEAM) (ungefähre Übersetzung „Zentrum für medizinische Anthropologiestudien (CEAM)“) an der Facultad de Medicina de la Universidad de Chile („medizinischen Fakultät der Universität Chile“). An diesem Institut wirkten Wissenschaftler wie u. a. Claudio Benjamín Naranjo Cohen, Rolando Mario Toro Araneda und seine Ehefrau Lola Hoffmann. Das Konzept des Institutes lag in der Vervollständigung der Ausbildung von Medizinstudenten, wobei der Schwerpunkt insbesondere auf dem mit der Berufung des Arztes verbundenen Ziel lag, die Humanwissenschaften aber auch die künstlerische Ausdrucksformen in die Ausbildung von Ärzten zu integrieren. Das von dieser kleinen Gruppe von Pionieren geleitete Forschungszentrum wurde im Jahr 1965 aufgelöst, stellte jedoch „einen bedeutenden Schritt in der chilenischen Medizinkultur im Prozess der Humanisierung der Medizin“ dar.
Später richtete er seine Aktivitäten auf die Analytische Psychologie und medizinische Anthropologie aus, stark beeinflusst von Carl Gustav Jung, den er auf einer seiner Reisen kennengelernt hatte.
Francisco und Lola Hoffmann hatten zwei Kinder, Francisco Hoffmann Jacoby (* 1941) und Adriana Hoffmann (1940–2022). Ab 1967 erlitt Hoffmann mehrere Schlaganfälle, die ihn zunächst rechtsseitig und später vollständig lähmten. Seine Ehefrau pflegte ihn bis zum Tod 1981.
Hoffmann Lachnit war Mitglied der „Royal Society“ in London, der „Real Academia Nacional de Medicina“ in Madrid und „Sociedad Argentina de Biología“ in Buenos Aires.

## Publikationen (Auswahl)
- Medicina y ciencias naturales. Santiago de Chile 1958
- Control reflejo de la irrigación cardíaca por modificaciones tensionales en la circulación pulmonar. Revista Médica, 74 (1946) número 3, S. 105–109
- Nuevos conceptos fisio-patológicos de la hipertireosis. Prensa de la Universidad de Chile, Santiago de Chile 1944
- Sobre algunos mecanismos de regulación de la circulación cardíaca. Ediciones de la Universitaria de Chile, 1942
- El concepto de la medicina intergral en los programas de enseñanza medica. Boletin de la oficina sanitaria panamericana, Febrero 1961, S. 138–151, auf iris.paho.org